# Ляльшур (Игринский район)
Ляльшур — деревня в Игринском районе Удмуртии.

## Общие сведения
Деревня расположена на берегу реки Нязь, впадающей в Лозу, в 18 км к юго-востоку от районного центра — посёлка Игра. Через деревню проходит трасса Р321 «Ижевск—Игра—Глазов», образующая её единственную улицу — Трактовую.

## Население
| 2010 | 2012 |
| ---- | ---- |
| 37   | →37  |